# Заречное (Камызяк)
Заре́чное (также встречается вариант Заре́чный) — микрорайон города Камызяка в Астраханской области, до 1973 года — самостоятельный посёлок Камызякского района.

## География
Заречное — наиболее удалённый от центра города микрорайон, расположенный к северу от реки Таболы между протокой Крутоберёжной и ериком Кигач. Разделён на две части трассой, соединяющей микрорайоны Табола и Крутая Берёга с районными посёлками и сёлами Азовским, Застенкой и Раздором. Расстояние до центра Камызяка по прямой составляет немногим более 5 километров, по автодорогам — около 7.

## История
Бывший посёлок вошёл в состав Камызяка одновременно с преобразованием последнего из села в город Указом Президиума Верховного совета РСФСР от 2 февраля 1973 года. В то же время к городу были присоединены ещё три окрестных посёлка — Азово-Долгое, Крутая Берёга и Табола.

## Инфраструктура
Застройка микрорайона преимущественно представлена малоэтажным частным сектором и двухэтажными многоквартирными домами советской эпохи. По территории Заречного проходят четыре именованных проезда — улицы Дорожная, Заречная, Победы и Подгорная.
На территории микрорайона расположены автобусные остановки «Заречное» и «Звероферма», мусульманское кладбище, база отдыха «Компас». Заречное обслуживается почтовым отделением № 416341, расположенным на улице Любича в микрорайоне Табола.